# Rosemary Frances Rees

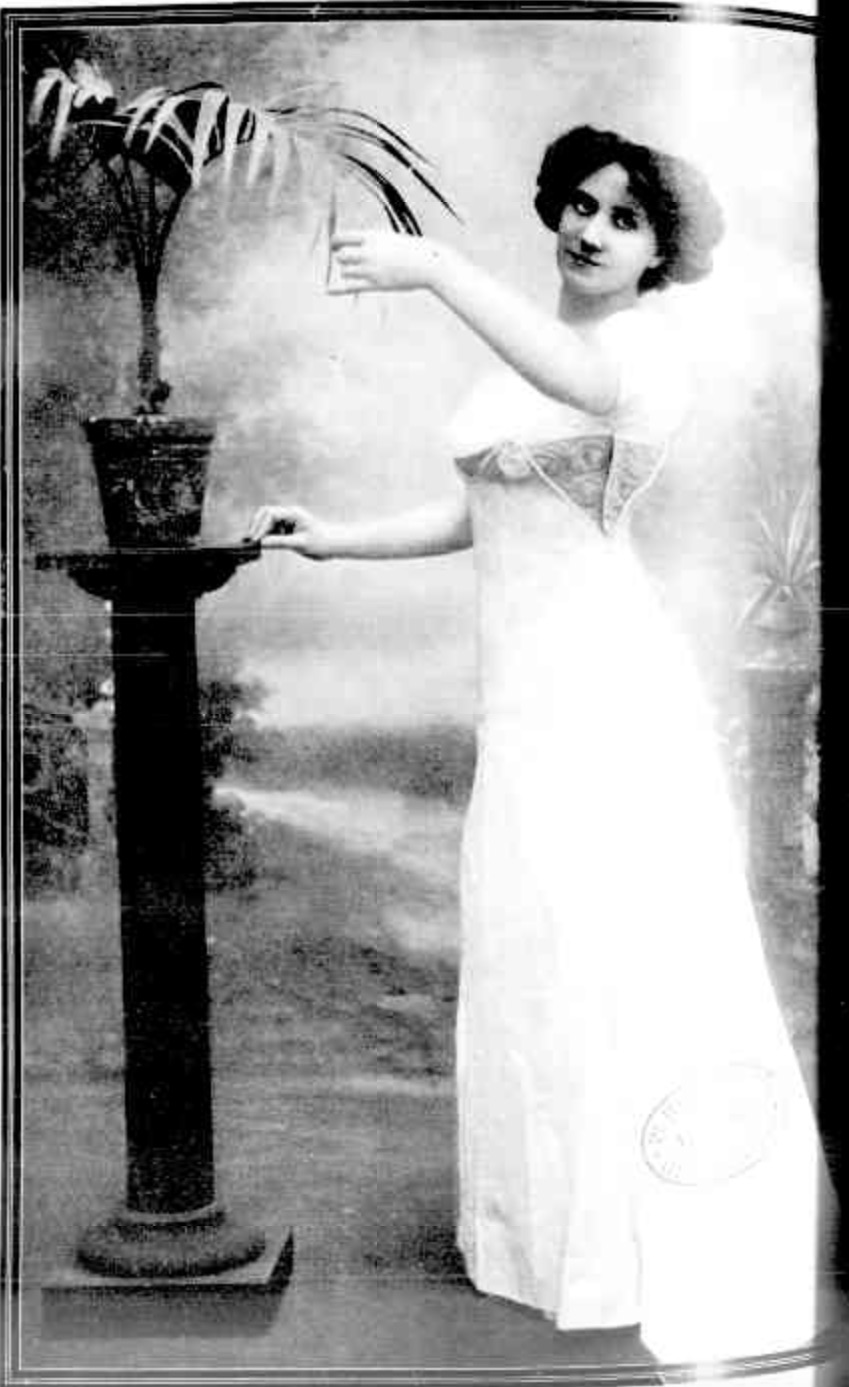
Rosemary Frances Rees (1910)

Rosemary Frances Rees (* 1875 in Auckland, Neuseeland; † 19. August 1963 in Gisborne, Neuseeland) war eine neuseeländische Autorin, Schauspielerin, Theaterproduzentin und Dramatikerin.

## Frühes Leben
Rosemary Frances Rees wurde vermutlich 1875 als jüngstes von sieben Kindern der Eheleute Hannah (Annie) Elizabeth Staite und William Lee Rees, eines Rechtsanwalts und liberalen Politikers, in Auckland geboren. Über ihre Kindheit und Schulbildung ist nichts bekannt. 1879 zog die Familie nach Gisborne. Dort wurde sie wahrscheinlich von ihrer Schwester Lily unterrichtet, besuchte anschließend eine Schule in Auckland und schrieb sich dort an der Universität ein. Ob und ggf. wann sie ihr Studium beendet hat, ist nicht dokumentiert, wohl aber, dass es ihr innigster Wunsch war, einmal Schauspielerin zu werden.

## England
Um 1900 oder 1901 ging Rosemary nach London, schloss sich dort zunächst dem Ensemble der Komödiantin Fanny Brough an und übernahm in der Folgezeit Rollen in tourenden Repertoiretheatern. Nach dem Stück A Night Off, für das sie von Calvert Routledge engagiert wurde, konnte sie auf einer langen Tournee in der musikalischen Komödie A Queen of Hearts dann erstmals eine Hauptrolle spielen. Sie spielte dann unter Fred Ash weitere Hauptrollen in den Stücken Moths, Sorrows of Satan, Still Waters Run Deep, Our Boys, The Guvnor, The Prude's Progress, Trilby, Little Lord Fauntleroy und The Sign of the Cross. Weitere Engagements in London und auf Tourneen folgten. Während dieser Zeit wurde sie in den britischen Zeitungskritiken sehr gelobt.
In ihrer Zeit in England fand sie neben ihrem Engagement als Schauspielerin auch Zeit für Kurzgeschichten, die sie für Londoner Zeitschriften schrieb, und für mehrere Einakter, die als sogenannte Curtain-Raiser (Vorhangöffner) inszeniert wurden.

## Neuseeland
1909 ging sie zurück nach Neuseeland. Sie startete am 3. März 1909 im His Majesty’s Theatre in Gisborne mit einem selbst geschriebenen Stück, trat mit ihren Stücken The New Gun, A Judicial Separation, Her Dearest Friend auf und nahm später ein Engagement mit Allan Hamilton an.

## England
1911 ging Rosemary wieder zurück nach England, um sich nach Beginn des Ersten Weltkriegs freiwillig für die Organisation von Unterhaltungsprogrammen für die neuseeländischen Soldaten in London zu melden. 1918 übernahm sie dann die Leitung und Organisation einer Konzertgruppe, die in Rouen in Frankreich über 14 Monate Theateraufführungen für die alliierten Streitkräfte in Frankreich veranstalteten. Gesundheitlich ging es ihr zwischenzeitlich nicht gut und im Juli 1919 wurde sie aufgrund eines Zusammenbruchs in ein Pflegeheim in London eingeliefert. Zum Ende des Jahres wurde sie vom damaligen King George V. zu einer Gartenparty im Buckingham Palace eingeladen und für ihre Verdienste gelobt. Kurz danach ging sie auf ein Schiff mit neuseeländischen Soldaten und reiste nach Hause.

## Neuseeland
Ende 1919 kehrte Rosemary nach Neuseeland zurück und legte für das Jahr 1920 eine dringend benötigte Pause ein. Sie gründete eine Theatergruppe und tourte mit dem selbst geschriebenen Stück The Mollusc durch das Land. Doch während das Stück in den Städten Anklang fand, floppte es in den Kleinstädten des Landes. Nach fünf Monaten musste das Unternehmen verschuldet aufgeben. In ihrer Verzweiflung ging sie kurzzeitig nach Sydney, fand aber zunächst keine Anstellung als Schauspielerin. Schließlich kam sie auf die Idee, einen Liebesroman zu schreiben, und schickte ihn nach fünf Wochen Arbeit dem Verleger Herbert Jenkins. Wieder auf Tour mit einer Schauspieltruppe erreichte sie die Nachricht in Melbourne, wo sie zwischenzeitlich auftrat, dass ihr Roman angenommen wurde und verlegt werden kann. Sie erhielt einen Vertrag für weitere drei Romane und damit der Beginn ihrer schriftstellerischen Karriere, in deren Verlauf sie weitere 24 Liebesromane schrieb.
In den 1920er und 1930er Jahren reiste Rosemary nach Australien, England und in die Vereinigten Staaten, wo sie sogar in einem frühen Tonfilm auftreten konnte. Auf einer Rückreise nach Neuseeland im Sommer 1932–33 recherchierte sie für ein Reisebuch, das unter dem Namen New Zealand Holiday in England und Neuseeland Zuspruch fand.

## England
Während des Zweiten Weltkriegs ging Rosemary wieder nach London und betätigte sich dort als freiwillige Brandwächterin und arbeitete ein Jahr lang in einer Flugzeugfabrik in Coventry. Sie blieb bis zum Jahr 1955 in England, wo sie mit ihrer verwitweten Schwester May West zusammenlebte.

## Neuseeland
1955 ging Rosemary zusammen mit ihrer Schwester zurück nach Neuseeland und sie ließen sich in Gisborne nieder. Rosemary schrieb weiter und veröffentlichte ihren letzten Roman im Jahr 1962. Sie starb ein Jahr später am 19. August 1963 im Alter von 88 Jahren im Chelsea Private Hospital in Gisborne.

## Werke

### Kurzgeschichte
1924 – The Way to Fame. A Complete Story of Theatrical Life. Chapman & Hall, London 1924 (englisch).

### Romane
- 1923 – April’s Sowing. Herbert Jenkins, London 1923 (englisch).
- 1924 – Heather of the South. Herbert Jenkins, London 1924 (englisch).
- 1925 – Lake of Enchantment. Herbert Jenkins, London 1925 (englisch).
- 1927 – "Life’s What you Make It". Herbert Jenkins, London 1927 (englisch).
- 1928 – Wild, Wild Heart. Chapman & Hall, London 1928 (englisch).
- 1929 – Dear Acquaintance. Chapman & Hall, London 1929 (englisch).
- 1931 – Sane Jane. George Newnes, London 1931 (englisch).
- 1932 – Concealed Turning. Wright & Brown, London 1932 (englisch).
- 1933 – Local Colour. Chapman & Hall, London 1933 (englisch).
- 1934 – Concealed Turning. George Newnes, London 1934 (englisch).
- 1935 – Home’s Where the Heart Is. Chapman & Hall, London 1935 (englisch).
- 1935 – Hetty Looks for Local Color. Arcadia House, New York 1935 (englisch).
- 1936 – Miss Tiverton’s Shipwreck. Chapman & Hall, London 1936 (englisch).
- 1937 – Turn the Hour. Chapman & Hall, London 1937 (englisch).
- 1938 – Sing a Song of Sydney. Chapman & Hall, London 1938 (englisch).
- 1939 – You’ll Never Fail Me. Chapman & Hall, London 1939 (englisch).
- 1940 – I Can Take Care of Myself. Chapman & Hall, London 1940 (englisch).
- 1941 – Sackcloth for Susan. Chapman & Hall, London 1941 (englisch).
- 1947 – Penelope Waits. Chapman & Hall, London 1947 (englisch).
- 1949 – The Mended Citadel. Wright & Brown, London 1949 (englisch).
- 1952 – She Who Loves. Chapman & Hall, London 1952 (englisch).
- 1955 – The Five Miss Willoughbys. Chapman & Hall, London 1955 (englisch).
- 1956 – Better to Trust. Chapman & Hall, London 1956 (englisch).
- 1958 – Love in a Lonely Land. Harrap, London, Wellington 1958 (englisch).
- 1962 – The proud Diana. Wright & Brown, London 1962 (englisch).

Quelle: National Library of New Zealand (mit allen folgenden Seiten)

### Sachliteratur
- 1933 – New Zealand Holiday. Chapman & Hall, London 1933 (englisch).

Quelle: National Library of New Zealand

### Theaterstücke
- 1902 – The New Gun
- 1907 – A Judicial Separation
- 1907 – Her Dearest Friend
- 1908 – A Desperate Marriage
- 1909 – The Happiest Woman in the World
- 1913 – Uncle Bill
- 1915 – Will You Walk into My Parlour[8]
- 1921 – The Amateur Adventuress[9]

Quelle: Kōtare